# Typhlops lineolatus
Typhlops lineolatus este o specie de șerpi din genul Typhlops, familia Typhlopidae, descrisă de Jan 1864.

## Subspecii
Această specie cuprinde următoarele subspecii:
- T. l. lineolatus
- T. l. tanganicus